# Christoph Peucker

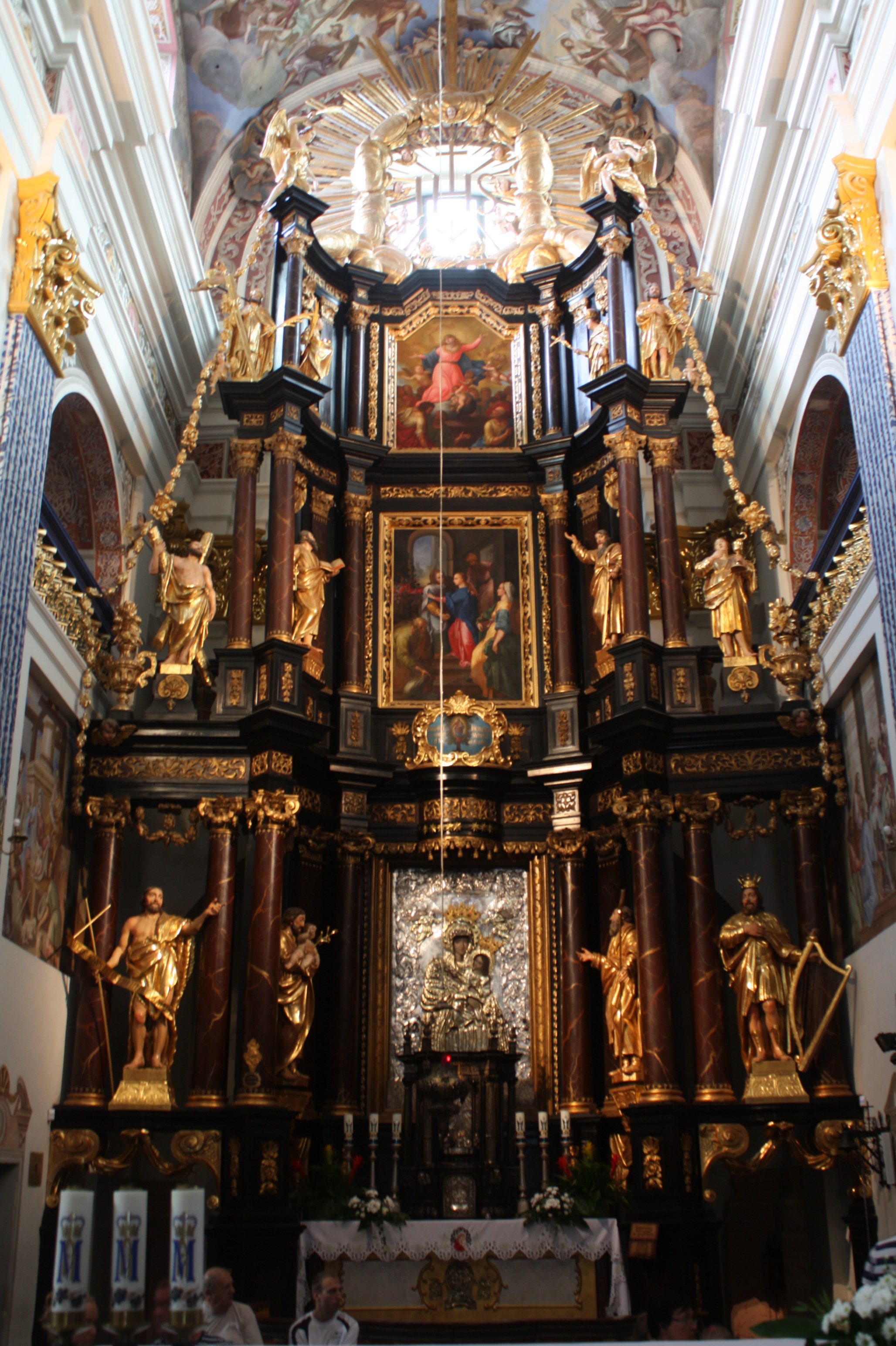
Heilige Linde, Hochaltar (Christoph Peucker zugeschrieben)

Christoph Peucker (* 1662 in Königsberg; † 1735 in Rößel), auch Peukert, Peickert, Preike und Peichert, war ein deutscher Bildhauer und Kunstschreiner, der in Ostpreußen tätig war.

## Leben
Peucker wurde wohl in Königsberg geboren; nach anderen Quellen stammte er aus Schlesien. Über sein Leben ist nur wenig bekannt. Er war zunächst evangelischen Bekenntnisses, trat jedoch noch vor 1711 mit seiner Familie zum katholischen Glauben über. Seine Ausbildung absolvierte er mit großer Wahrscheinlichkeit bei dem Bildhauer Johann Christoph Döbel, wo er „Werkmeister“ und „erster Gehilfe“ war. Teilzahlungen, die er für Arbeiten in Heilige Linde erhalten hatte, quittierte er mit dem Zusatz „im Rahmen meines Prinzipals als Voll-Mächtiger“, was darauf schließen lässt, dass er Döbels Werkstatt angehörte. Er lebte und arbeitete als Bildhauer in Königsberg. Ab 1699 ist er dort nachgewiesen; in dem Vertrag für die Anfertigung der Kanzel in Heilige Linde wird Peucker als „Tischler in Königsberg“ bezeichnet. Zu den Jesuiten in Heilige Linde kam Peucker wohl durch seinen Lehrer Döbel in Kontakt. Durch Peuckers Tätigkeit in der Werkstatt Döbels ergaben sich weitere Aufträge für ihn in Heilige Linde. Sein Wirken in Heilige Linde umfasst einen Zeitraum von ungefähr zwanzig Jahren. Aus seinem Werkverzeichnis ist erkennbar, dass sich Peucker später hauptsächlich Tischlerarbeiten widmete, und seine Tätigkeit als Bildhauer in den Hintergrund trat. Zwischen 1711 und 1715 zog er nach Rößel, wo er vor 1724 von dem Fürstbischof in Heilsberg engagiert und zum „Landes-Feldvermesser“ ernannt wurde.
Sein frühestes nachgewiesenes Werk ist die Kanzel für die Jesuitenkirche in Heilige Linde aus den Jahren 1699/1700, die Peucker aus französischem Nussbaumholz schnitzte. Die Kanzel wurde Ende 1699 begonnen und im August 1700 aufgebaut. Zu seinen Hauptwerken zählt der ihm zugeschriebene Hochaltar für die Jesuitenkirche in Heilige Linde (1714). 1734 legte Peucker seinen Entwurf für das Chorgestühl des Frauenburger Doms vor, welcher noch im selben Jahr vom Domkapitel genehmigt wurde. Peucker leitete die Arbeiten bis zu seinem Tod. Der Auftrag wurde dann Peuckers Witwe zur Fortführung überlassen, die damit ihren Werkmeister und Gesellen Christoph Sand (Sandt) aus Rößel beauftragte. Das Chorgestühl wurde 1738 vollendet und aufgestellt. Peuckers letztes, von ihm selbst fertiggestelltes Werk war der Hochaltar der Franziskanerkirche in Cadinen, der Ende 1735, kurz vor Peuckers Tod, vollendet wurde. Der Hochaltar war eine Stiftung Peuckers für die „dürftig“ ausgestattete Kirche in Cadinen, mit der er ein gegebenes religiöses Gelübde erfüllen wollte.
Peuckers nachgewiesener Schaffenszeitraum reicht somit von Ende 1699 bis kurz vor seinem Tode im Jahr 1735. Peucker hat, nach Auffassung Ulbrichs, in diesem Zeitraum, wohl im gesamten katholischen Ermland gearbeitet.
In kunstgeschichtlicher Literatur wird teilweise eine Identität Peuckers mit einem Bildhauer „Preike“ aus Braunsberg als möglich angenommen. Dies gilt insbesondere für die Zuschreibung des Hochaltars, einiger Seitenaltäre und der Kanzel in der Wallfahrtskirche Mariä Heimsuchung in Krossen, an Peucker.

## Werkverzeichnis
Urkundlich gesicherte Werke
- 1699/1700: Kanzel in Heilige Linde.[2][11]
- 1700: Seitenaltar des hl. Michael in Heilige Linde.[11]
- 1700: Seitenaltar des hl. Franz Xaver in Heilige Linde.[12]
- 1702: Seitenaltar des hl. Ignaz in Heilige Linde.[12]
- 1702: Seitenaltar des hl. Stanislaus in Heilige Linde.[13]
- 1702: Hochaltar in der katholischen Pfarrkirche St. Jakob in Open.[14]
- 1724[15]/1735: Maturaltar im Frauenburger Dom[2]; nicht erhalten
- 1734/38: Chorgestühl im Frauenburger Dom; Entwurf Peuckers von 1734; erst 1738 nach Peuckers Tod fertiggestellt.[7]
- 1735: Hochaltar für die Franziskanerkirche St. Antonius in Cadinen.[2]

Zuschreibungen (Auswahl)
- 1712/14: Hochaltar in Heilige Linde.[2][16]
- 1713: Hochaltar (Schnitzereien) in der denkmalgeschützten[17] Basilika Mariä Heimsuchung in Springborn[18] (polnisch: Bazylika Nawiedzenia Najświętszej Maryi Panny w Stoczku Klasztornym)
- 1720: Hochaltar (Schnitzereien) in der denkmalgeschützten[19] Pfarrkirche St. Johannes der Täufer in Bischofsburg (heute Biskupiec); „um 1720“.[20]
- 1720: Hochaltar in der denkmalgeschützten[21] Kirche des Heiligen Erzengels Michael in Blankensee (heute Blanki); „um 1720“.[22]
- 1720/25: Altar und Kanzel der Pfarrkirche Groß Ottenhagen in Groß Ottenhagen (heute Berjosowka, Kaliningrad, Gwardeisk).[23]
- 1720: Altar und Kanzel der Pfarrkirche in Abschwangen (heute Tischino, Kaliningrad); „um 1720“.[24]
- 1720/25: Hochaltar und Kanzel in der denkmalgeschützten[25] St. Antonius-Kirche in Wuslack (heute Wozławki)[26]; Kanzel zwischen 1720 und 1725 entstanden, Hochaltar um 1725.
- 1721: Hochaltar aus der Braunsberger Marienkirche in der katholischen Pfarrkirche in Arnsdorf (heute Lubomino).[27]
- 1721: Seitenaltäre in der denkmalgeschützten[28] katholischen Pfarrkirche Sankt Katharina in Plaßwich (heute Płoskinia).[29]
- 1724: Hochaltar für die denkmalgeschützte[30] Wallfahrtskirche Mariä Heimsuchung in Krossen (heute Krosno, Powiat Lidzbarski); angeblich von einem Bildh. Preike, der wohl identisch mit P. ist.[2][31]
- 1725: Seitenaltäre in der Wallfahrtskirche Mariä Heimsuchung in Krossen.[32]
- 1725: Hochaltar in der denkmalgeschützten[33] Pfarrkirche Hl. Kreuz u. St. Laurentius in Krekollen (heute Krekole).[34]
- 1728: Kanzel in der Pfarrkirche Hl. Kreuz u. St. Laurentius in Krekollen.[22]
- 1730: Kanzel in der Wallfahrtskirche in Krossen.[35]

Werke von Christoph Peucker
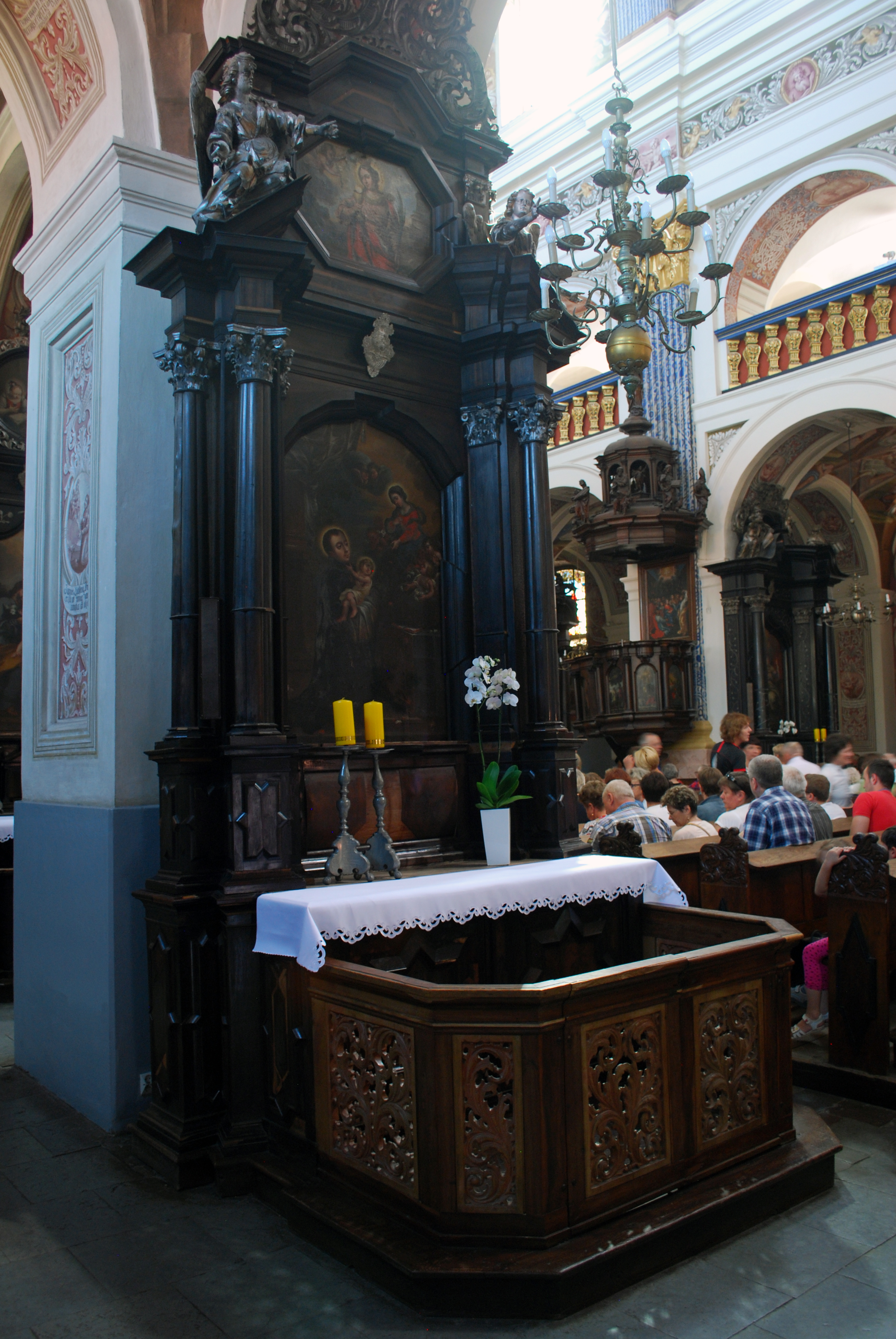
Heilige Linde, Seitenaltar des hl. Stanislaus
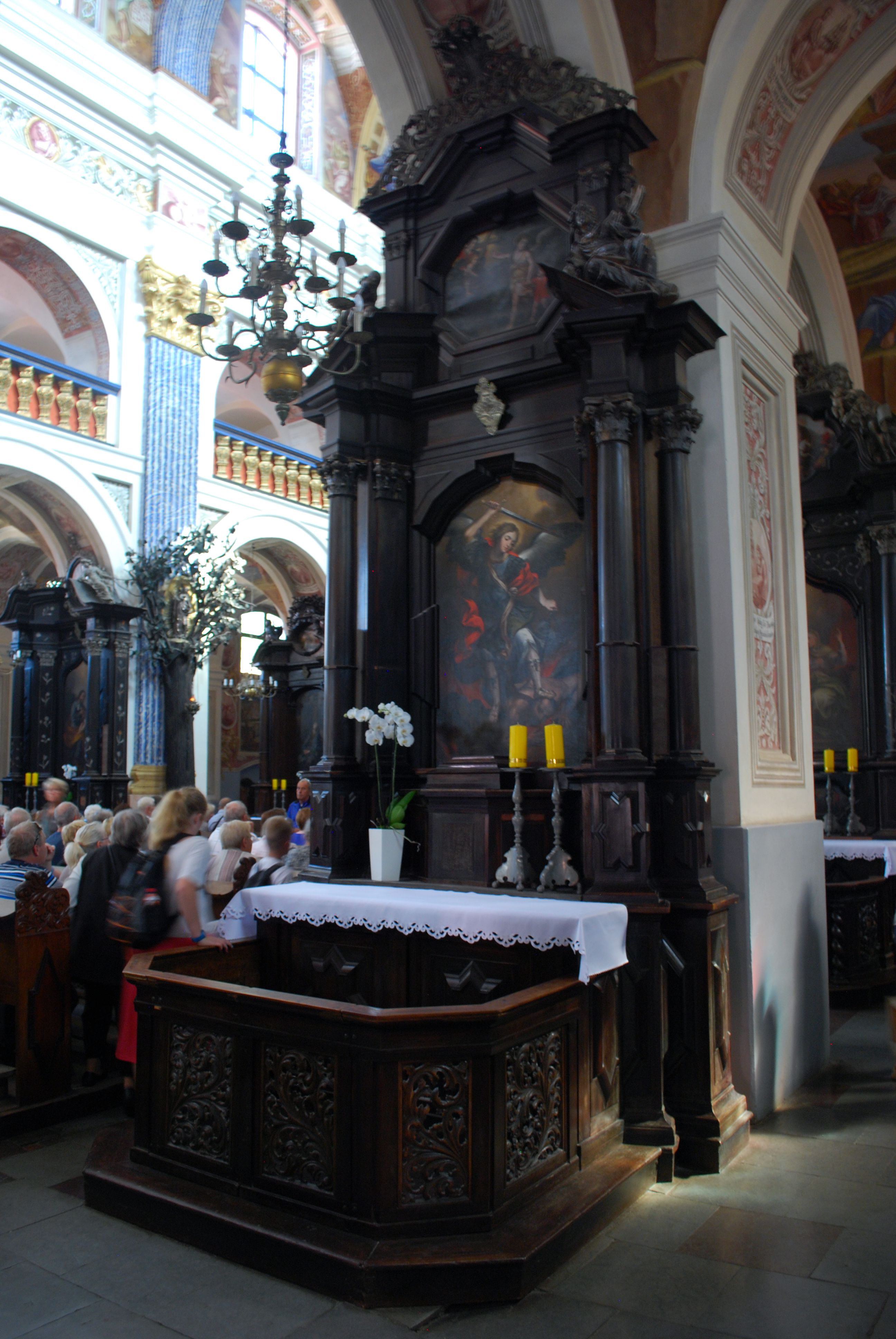
Heilige Linde, Seitenaltar des hl. Michael
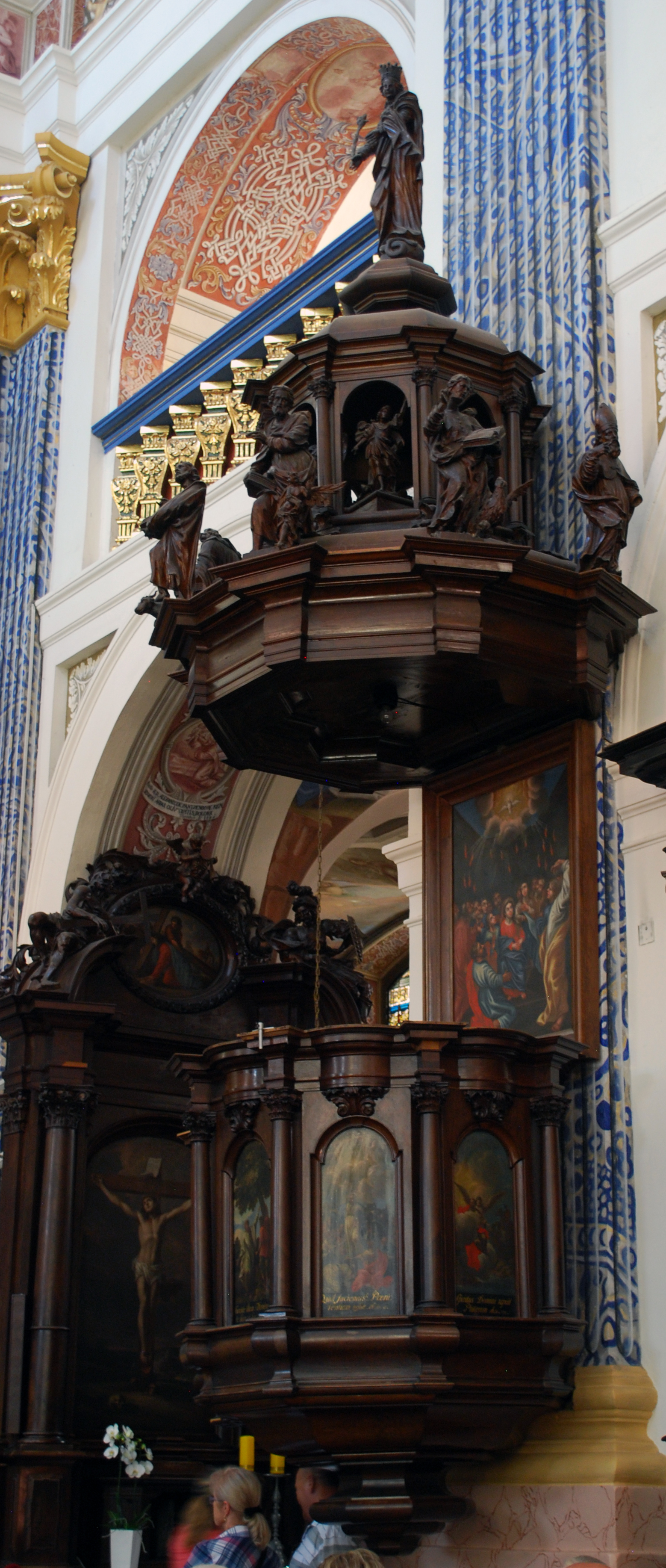
Heilige Linde, Kanzel
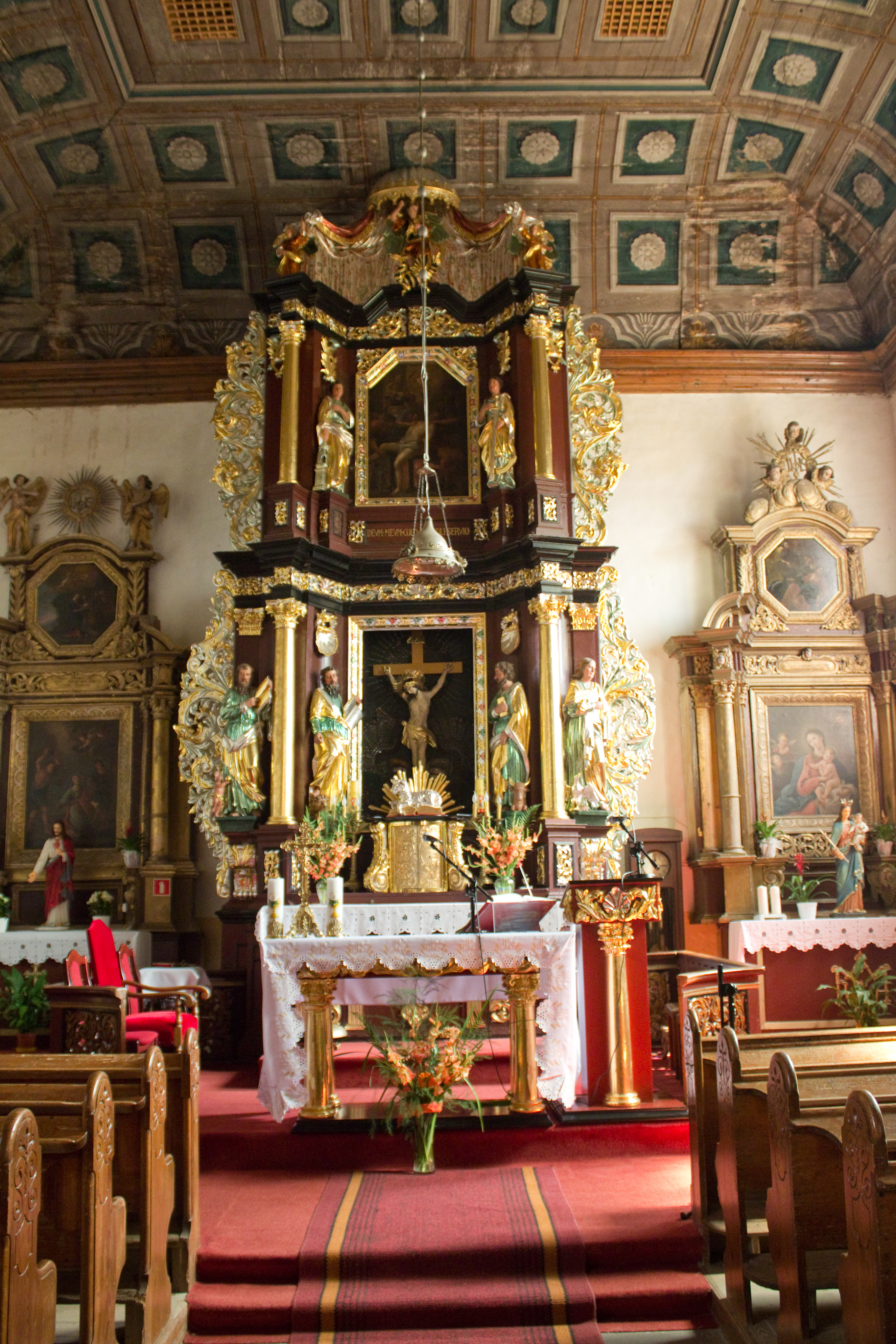
Krekollen, Pfarrkirche Hl. Kreuz u. St. Laurentius, Hochaltar
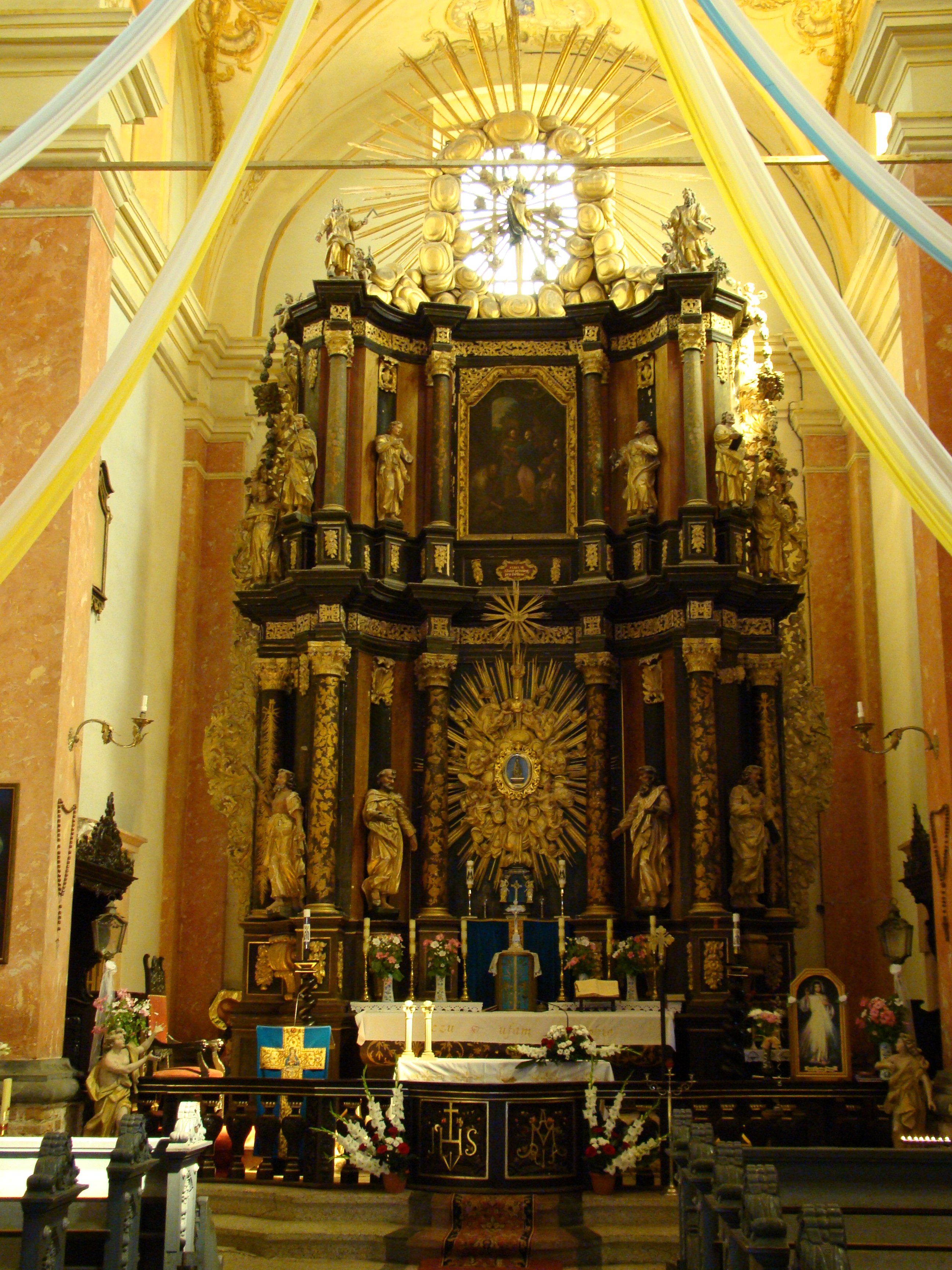
Krossen, Wallfahrtskirche Mariä Heimsuchung, Altar